# تيتسويا ماتسوموتو
تيتسويا ماتسوموتو (باليابانية: 松本哲也؛ بالكانا: まつもと てつや) هو لاعب كرة قاعدة ياباني، ولد في 3 يوليو 1984 في ياماناشي في اليابان.

## وصلات خارجية
- تيتسويا ماتسوموتو على موقع الدوري الياباني لكرة القاعدة (الإنجليزية)
- تيتسويا ماتسوموتو على موقعبيزبول رفرنس.كوم (الدوري الثانوي) (الإنجليزية)